# Шилово (Устюженский район)
Шилово — деревня в Устюженском районе Вологодской области.
Входит в состав Устюженского сельского поселения, с точки зрения административно-территориального деления — в Устюженский сельсовет.
Расстояние по автодороге до районного центра Устюжны — 13 км. Ближайшие населённые пункты — Вороново, Высотино, Дягилево, Тимонино.
По данным переписи в 2002 году постоянного населения не было.